# New London (New Hampshire)
New London – miasto w Stanach Zjednoczonych, w stanie New Hampshire, w hrabstwie Merrimack.